# イソ-マールボロ・IR
イソ-マールボロ・IR (Iso-Marlboro IR) は、フランク・ウィリアムズ・レーシングカーズが1973年のF1世界選手権に投入したフォーミュラ1カー。1974年にはイソ-マールボロ・FWと改名された。IRは1年半で8名のドライバーがドライブした。

## 背景
現在のウィリアムズF1の前身であるフランク・ウィリアムズ・レーシングカーズは、1968年に元レーサーでありレースカーのディーラーを営んでいたフランク・ウィリアムズが設立した。F1参戦当初、ウィリアムズは純粋なカスタマーチームであり、中古のブラバム・BT23Cを購入してシーズンを戦った。1970年はデ・トマソ製のマシンを使用し、1971年はマーチのマシン（701および711）を使用した。1972年にウィリアムズはイタリアの玩具メーカーであるポリトイから資金提供を受け、最初の自社製マシンとなるポリトイ・FX3を開発した。FX3は1972年シーズン2回しか使用されなかった。
1973年シーズンが始まると、イタリアのスポーツカーメーカーのイソがメインスポンサーとなった。イソはマシンの命名権を持ったが、より広範な技術的コミットメントは存在しなかった。具体的には、イソはマシンの設計や製作に関与しなかった。
1973年シーズン序盤の3戦でフランク・ウィリアムズ・レーシングカーズは前年に使用したポリトイ・FX3に小改良を加え、新スポンサーの名前を冠したイソ-マールボロ・FX3Bを使用した。1973年シーズン、ヨーロッパのF1レースはいくつかの技術的ルールの変更が強制された。それは主に車両の衝突安全性に関連し、横方向の衝突の際にとりわけドライバーと燃料タンクを保護するように変更された。いくつかのチームは新ルールに既存の車両を適応させた。しかしながら1971年設計のFX3では妥当なコストで適応させることは不可能であり、フランク・ウィリアムズは新車の開発を選択した。その後2台のイソ-マールボロ・IRが完成し第4戦スペイングランプリで投入、3台目は第12戦オーストリアグランプリで投入された。
IR1 / FW01は1974年夏に放棄された。新造されたFW03の登場後、FW01はFW02を使用していたレギュラードライバーのアルトゥーロ・メルツァリオに与えられた。セカンドドライバーはその後FW02を使用することになった。

## 命名法則
1973年はイソとマールボロがスポンサーとなったことから、イソ-マールボロの名称が使われた。IRはイソ・リヴォルタの頭文字である。1974年になるとイソは資金提供が滞りがちになり、ウィリアムズはマシンの名称をイソ-マールボロ・FW（FWはフランク・ウィリアムズの頭文字）に変更した。IR1はウィリアムズのFWファミリーの始祖といえるが、ウィリアムズ・FW01とは呼ばれなかった。
アルファベットの後に付く数字（1または01、2または02、03）は、初期のティレルのマシン同様個々のシャシーを区別するためのもので、現在のように形式を意味するものでは無かった。IR1はIRの最初のシャシーであった。1975年に製作されたFW04からウィリアムズは数字が形式を表す命名法を採用した。

## 開発
フランク・ウィリアムズは、イソ-マールボロ・IRの製作をジョン・クラークを依頼した。車体はシンプルなデザインであり、そのラインは角張っていた。モノコックはアルミニウム製で、側面は衝撃吸収構造のためサイドポントゥーンが大型化された。エンジンはコスワースDFVを搭載し、ギアボックスはヒューランドDG400が採用された。IRはオイル供給に問題点があり、それは効果が無いことが判明し、3つの損傷を引き起こすこととなった。
1973年の秋にジャンパオロ・ダラーラがサスペンションジオメトリーを見直した。

## レース戦績
FX3Bは1973シーズンの序盤3戦で使用され、ハウデン・ガンレイとナンニ・ギャリがドライブした。南アフリカグランプリではギャリが負傷で欠場したため、ジャッキー・プレトリウスがドライブしている。IRは第4戦のスペイングランプリで初登場した。予選は最後方に2台並び、決勝ではギャリが11位、ガンレイは燃料切れでリタイアした。続くベルギー、モナコと連続して両名ともリタイアしている。ベルギーではギャリがエンジントラブル、ガンレイはスロットルがスタックしてクラッシュした。モナコはガンレイが予選10番手となったが、両名ともハーフシャフトのトラブルでリタイアとなった。ギャリはこのレースを最後にF1から引退した。
スウェーデングランプリではレースの前に新型の冷却システムが装着された。ドライバーはギャリに代わってトム・ベルソが起用されたが、スポンサーマネーでシートを得、プラクティスでは最下位であった。ガンレイはウォームアップでクラッシュしたためベルソの車を使用し、11位で完走した。ベルソは出走できなかった。フランスグランプリではアンリ・ペスカロロがチームに復帰したが、オーバーヒートのためリタイアした。ガンレイは14位で完走した。イギリスグランプリではグラハム・マクレーが起用されたが、予選最下位となり決勝は1周目にスロットルの問題でリタイアした。ガンレイは予選18位、決勝は9位となっている。
ウィリアムズは引き続いてセカンドドライバーにペイドライバーを起用し、オランダグランプリではジィズ・ヴァン・レネップがシートを得た。決勝はロジャー・ウィリアムソンが事故死し影を落とすことになったが、ヴァン・レネップは2周遅れではあるが6位に入り、ガンレイは9位で完走した。このレースはイソ-マールボロがポイントを獲得した初のレースとなった。ドイツグランプリでは再びペスカロロがステアリングを握った。ペスカロロは予選12位で決勝10位となるが、ガンレイはプラクティスでブレーキトラブルのため大きくクラッシュ、決勝は出走しなかった。交換部品はすぐに製作され、同じシャシー番号「02」を与えられた。オーストリアグランプリでは再びヴァン・レネップが起用され、決勝を9位で完走した。しかしガンレイは10周遅れで非完走扱いとなった。イタリアグランプリではガンレイは11周遅れで再び非完走扱いとなり、ヴァン・レネップはオーバーヒートでリタイアした。
カナダグランプリではヴァン・レネップに代わってティム・シェンケンが起用された。レースは非常にウェットな状態で開始され、後に多くの事故が発生し、フォーミュラ1の歴史上初めてセーフティカーが導入された。F1で公式にセーフティーカーが導入されたのは1993年であるが、このレースで使用されたのはポルシェ・914で、ドライバーは元F1プライベーターであったエーピー・ウィーツェスであった。ウィーツェスは先頭車両を確認するのを失敗し、誤ってガンレイの前に留まり、最終的に勝利したピーター・レブソンを含む何名かのドライバーは周回数を稼ぐことができた。その後の混乱で、何名かはガンレイがリーダーだと考えたし、チーム・ロータスのマネージャーのコーリン・チャップマンを含む何名かはエマーソン・フィッティパルディがリーダーだと考えた。順位は混乱していたが、セーフティーカーが撤収したときにはガンレイのIRがレースをリードしていた。ガンレイはその後「彼らは私が先頭にいると思ったので、おそらくもっと試してそこに留まることにした。」と言い、そのままフィッティパルディとジャッキー・スチュワートを従えて8ラップ走行した。両者に抜かれた後、ガンレイはスチュワート、マイク・ヘイルウッド、レブソン、ジェームス・ハントと最後までバトルを続けた。フィッティパルディがゴールラインを越えたが、チェッカーフラッグは振られなかった。フラッグはレブソンに振られ、ガンレイは6位に入賞、今シーズン彼にとって初であり、チームにとっては2度目のポイント獲得となった。シェンケンは5周遅れの14位であった。ラップチャートはそれぞれ異なっていたが、ガンレイのガールフレンドが管理していたチームのチャートを含むいくつかはガンレイが勝利していたことを示唆していた。彼は後に「私は優勝か3位で終えるべきだと思った。」と語っている。
最終戦のアメリカグランプリではシェンケンに代わってジャッキー・イクスが起用され、イクスは7位、ガンレイは12位で完走した。これはIRに取って最後のレースで、結局シーズンで2ポイントを獲得、ウィリアムズはコンストラクターズランキング10位となった。

## F1における全成績
(key) （太字はポールポジション、斜体はファステストラップ）
| 年     | シャシー            | エンジン                        | タイヤ | ドライバー               | 車番 | 1   | 2   | 3   | 4   | 5   | 6   | 7   | 8   | 9   | 10  | 11  | 12  | 13  | 14  | 15  | 順位 | ポイント |
| ------ | ------------------- | ------------------------------- | ------ | ------------------------ | ---- | --- | --- | --- | --- | --- | --- | --- | --- | --- | --- | --- | --- | --- | --- | --- | ---- | -------- |
| 1973年 | イソ-マールボロ・IR | フォード コスワース・DFV 3.0 V8 | F      |                          |      | ARG | BRA | RSA | ESP | BEL | MON | SWE | FRA | GBR | NED | GER | AUT | ITA | CAN | USA | 10位 | 2        |
| 1973年 | イソ-マールボロ・IR | フォード コスワース・DFV 3.0 V8 | F      | ハウデン・ガンレイ       |      |     |     |     | Ret | Ret | Ret | 11  | 14  | 9   | 9   | DNS | NC  | NC  | 6   | 12  | 10位 | 2        |
| 1973年 | イソ-マールボロ・IR | フォード コスワース・DFV 3.0 V8 | F      | ナンニ・ギャリ           |      |     |     |     | 11  | Ret | Ret |     |     |     |     |     |     |     |     |     | 10位 | 2        |
| 1973年 | イソ-マールボロ・IR | フォード コスワース・DFV 3.0 V8 | F      | トム・ベルソ             |      |     |     |     |     |     |     | DNS |     |     |     |     |     |     |     |     | 10位 | 2        |
| 1973年 | イソ-マールボロ・IR | フォード コスワース・DFV 3.0 V8 | F      | アンリ・ペスカロロ       |      |     |     |     |     |     |     |     | Ret |     |     | 10  |     |     |     |     | 10位 | 2        |
| 1973年 | イソ-マールボロ・IR | フォード コスワース・DFV 3.0 V8 | F      | グラハム・マクレー       |      |     |     |     |     |     |     |     |     | Ret |     |     |     |     |     |     | 10位 | 2        |
| 1973年 | イソ-マールボロ・IR | フォード コスワース・DFV 3.0 V8 | F      | ジィズ・ヴァン・レネップ |      |     |     |     |     |     |     |     |     |     | 6   |     | 9   | Ret |     |     | 10位 | 2        |
| 1973年 | イソ-マールボロ・IR | フォード コスワース・DFV 3.0 V8 | F      | ティム・シェンケン       |      |     |     |     |     |     |     |     |     |     |     |     |     | 14  |     |     | 10位 | 2        |
| 1973年 | イソ-マールボロ・IR | フォード コスワース・DFV 3.0 V8 | F      | ジャッキー・イクス       |      |     |     |     |     |     |     |     |     |     |     |     |     |     |     | 7   | 10位 | 2        |

## 参照
1. ↑  Adriano Cimarosti: Das Jahrhundert des Rennsports. 1997, S. 253.
2. 1 2  David Hodges: Rennwagen von A-Z nach 1945. 1994, S. 121.
3. 1 2  Maurice Hamilton: Frank Williams. The inside story of the man behind Williams-Renault. 1998, S. 43.
4. 1 2  Pierre Menard: La Grande Encyclopedie de la Formule 1. 2000, S. 558.
5. ↑  David Hodges: A-Z of Grand Prix Cars. 2001, S. 113.
6. ↑  Adriano Cimarosti: Das Jahrhundert des Rennsports. 1997, S. 255.
7. ↑  “Grand Prix results, Spanish GP 1973”. grandprix.com. 2015年12月24日閲覧。
8. ↑  “Grand Prix results, Belgian GP 1973”. grandprix.com. 2015年12月24日閲覧。
9. ↑  “Grand Prix results, Monaco GP 1973”. grandprix.com. 2015年12月24日閲覧。
10. ↑  Small, Steve (1996). The Grand Prix Who's Who Volume Two. Enfield, Middx: Guinness. pp. 164. ISBN 0851126235
11. ↑  “1973 Swedish Grand Prix”.   Motor Sport. 2015年12月30日閲覧。
12. ↑  “Grand Prix results, Swedish GP 1973”. grandprix.com. 2015年12月24日閲覧。
13. ↑  “Grand Prix results, French GP 1973”. grandprix.com. 2015年12月24日閲覧。
14. ↑  “Grand Prix results, British GP 1973”. grandprix.com. 2015年12月24日閲覧。
15. ↑  “Grand Prix results, Dutch GP 1973”. grandprix.com. 2015年12月24日閲覧。
16. ↑  “Grand Prix results, German GP 1973”. grandprix.com. 2015年12月24日閲覧。
17. ↑  “Grand Prix results, Austrian GP 1973”. grandprix.com. 2015年12月24日閲覧。
18. ↑  “Grand Prix results, Italian GP 1973”. grandprix.com. 2015年12月24日閲覧。
19. ↑  Lang, Mike (1982). Grand Prix! Vol 2. Haynes Publishing Group. p. 244. ISBN 0-85429-321-3
20. ↑  Kathri, Tarun (2012年2月7日). “First ever Safety Car in Formula 1 : Rewind to 1973”.   aaFormula1.com. 2015年4月3日閲覧。
21. ↑  “Eppie Wietzes biography”.   F1 Rejects. 2012年8月16日時点のオリジナルよりアーカイブ。2010年10月9日閲覧。
22. ↑  “1973 Canadian Grand Prix”.   8W - Forix/Autosport. 2015年12月30日閲覧。
23. ↑  “Grand Prix results, Canadian GP 1973”. grandprix.com. 2015年12月21日閲覧。
24. ↑  Jones, Dewis. “The Great Grand Prix Robbery”.   Velocity Magazine. 2015年5月4日閲覧。
25. ↑  “Grand Prix results, United States GP 1973”. grandprix.com. 2015年12月21日閲覧。